# Кулска мангалица
Кулска мангалица е вече несъществуваща българска местна порода свине.

## Създаване
Породата е създадена чрез продължително и безсистемно кръстосване на местната примитивна свиня отглеждана в Северозападна България със сръбска, румънска и унгарски свине от породата Мангалица. Породата е отглеждана при пасищни условия в селища на Северозападна България и особено в района на град Кула откъдето идва и името ѝ.

## Описание
Свинете притежават солидна възможност за отлагане големи количества подкожни мазнини по тялото. Екземпляри с тегло до 150 kg са имали до 56% мазнини от кланичната маса. Дебелината на сланината е достигала до 15 cm.
Това е основната причина породата постепенно да отпадне и напълно да изчезне. В селекцията на съвременните породи свине се залага все по-малко на наличието на подкожна мазнина за сметка на мускулната маса.